# 1P-LSD
1P-LSD（1-propanoyl-lysergic acid diethylamide，1-丙酰基麦角酸二乙酰胺）是一种有机化合物，化学式为C23H29N3O2，为迷幻药物LSD衍生物ALD-52的同系物，曾作为策划药在互联网上销售。